# Pelakar Jaya
Pelakar Jaya is een bestuurslaag in het regentschap Merangin van de provincie Jambi, Indonesië. Pelakar Jaya telt 1102 inwoners (volkstelling 2010).